# Helge Israelsen
Helge Israelsen (født 23. august 1948, død 7. juli 2019) var den sidste generaldirektør for P&T (Post- og Telegrafvæsenet) 1988-1995 og den første adm. direktør for Post Danmark 1995-2009.
Israelsen var uddannet cand.polyt. fra Danmarks Tekniske Højskole, hvor han begyndte at læse i 1968 og blev student i Trafikministeriet. Som ung var han politisk aktiv i DKP.
Han var planlægningschef og siden teknisk direktør i DSB 1985-1988. Han var bestyrelsesformand for International Post Corporation (IPC), medlem af bestyrelsen for Center for Ledelse (CfL) og bestyrelsesformand i Pan Nordic Logistics AB og bestyrelsesformand i MT Højgaard a/s. 2002 blev han Kommandør af Dannebrog.
Han var gift med chefjurist i Dansk Journalistforbund Anne Louise Schelin.